# Den sorte ø
Den sorte ø (titel i Kong Kyle Tintin i Skottland, fransk originaltitel L'Île noire) er det syvende album i tegneserien om Tintins oplevelser. Det er skrevet og tegnet af den belgiske tegneserieskaber Hergé til den belgiske avis' Le Vingtième Siècles børneudgave Le Petit Vingtième, hvor den blev udgivet i mindre stykker fra april til november 1937. Herefter blev den udgivet i sort-hvid i 1938 og i farver i 1943. Den blev genudgivet i 1966 med ny farvelægning.
Historien handler om den unge belgiske reporter Tintin og hans hund Terry, som vil hjælpe et nødstedt fly og bliver beskudt så han må på hospitalet. Han opdager at gerningspersonerne er en farlig bande falskmøntnere. Han bliver anklaget for forbrydelsen og bliver jaget af Dupond og Dupont. Han forfølger de kriminelle til Skotland, hvor de har et skjulested på Den sorte ø.

## Nogle franske udgaver
- 1937-1938: Les nouvelles aventures de Tintin et de Milou, fortsat serie i Le Petit Vingtième nr. 15, 15. april 1937[2] – nr. 8, 25. februar 1937.[3] 124 tegneseriesider i sort-hvid.
- 1938-1939: Le Mystère de l'avion gris, fortsat serie i Cœurs Vaillants nr. 16, 17. april 1938[4] – nr. 18, 30. april 1939.[5]
- 1938: Les aventures de Tintin reporter – L'Île noire, album fra Casterman i sort-hvid.[6][7]
- 1943: Les Aventures de Tintin – L'Île noire , farvealbum fra Casterman. 62 tegneseriesider.[6][7]
- 1965: L'Île noire 1965, fortsat serie i Le Journal Tintin nr. 22, 1. juni 1965[8] – nr. 52, 28. december 1965[9]
- 1966: Revideret album fra Casterman.[6][7]

## Danske udgaver
Føljetoner
- 1950-1951: Tintin i Skotland. Fortsat serie i Kong Kylie nr. 50, fredag 8. december 1950 – nr. 47, fredag 16. november 1951. 1943-versionen.
- 1960-1961: Den sorte ø. Fortsat serie i Politiken nr. 341, fredag 9. september 1960 – nr. 122, tirsdag 31. januar 1961. 1943-versionen.
- 1966-1967: Den sorte ø. Fortsat serie i Politiken nr. 272, søndag 3. juli 1966 – nr. 341, søndag 10. september 1967. 1966-versionen.
- 1967-1968: Den sorte ø. Fortsat serie i fart og tempo nr. 49, fredag 8. december 1967 – nr. 13, fredag 29. marts 1968.
- 1976-1978: Den sorte ø. Fortsat serie i Århus Stiftstidende søndag 10. oktober 1976 – søndag 29. januar 1978.
- 1983-1984: Den sorte ø. Fortsat serie i Politiken nr. 181, søndag 3. april 1983 – nr. 251, søndag 17. juni 1984. 1966-versionen.
- 1988: Den sorte ø. Fortsat serie i B.T. 17. juli 1988 – 16. september 1988.
- 1995-1996: Den sorte ø. Fortsat serie i Århus Stiftstidende søndag 29. januar 1995 – søndag 17. marts 1996.

Album
- 1968: Tintins oplevelser nr. 15 (gammel standardudgave). Den sorte ø. Illustrationsforlaget. Genoptryk har ISBN 87-562-0056-0.[10] 1966-versionen.
- 1988: Den sorte ø – Den klassiske version fra 1943. Carlsen Classics, ISBN 87-562-3735-9.[11] 1943-versionen.
- 2006: Tintins oplevelser (retroudgave). Den sorte ø. 3. udgave. Carlsen Comics, ISBN 978-87-626-7784-5. Fra 2. oplag, 2012, Cobolt, ISBN 978-87-7085-275-3.[12] 1943-versionen.
- 2007: Tintins oplevelser nr. 7. Den sorte ø. Carlsen minicomics, ISBN 978-87-626-0634-0.[13] 1966-versionen.
- 2011: Tintins oplevelser (ny standardudgave). Den sorte ø. Cobolt, ISBN 978-87-7085-447-4.[14] 1966-versionen.
- 2018: Reporteren Tintins oplevelser (fundamentalistisk retroudgave). Den sorte ø. 124 tegneseriesider i sort-hvid, 4 sider i farver, totalt 144 sider, indbundet. 6. udgave. Cobolt, ISBN 978-87-7085-592-1.[15]